# Paralelo 84 S
O Paralelo 84 S é um paralelo no 84° grau a sul do plano equatorial terrestre. Atravessa a Antártida e algumas das suas plataformas de gelo.

## Dimensões
Conforme o sistema geodésico WGS 84, no nível de latitude 84° S, um grau de longitude equivale a 11,68 km; a extensão total do paralelo é portanto 4.203 km, cerca de 10,49% da extensão do Equador, da qual esse paralelo dista 9.332 km, distando 670 km do polo sul.

## Cruzamentos
O Paralelo 84 S passa totalmente sobre terras da Antártica, ficando ao sul do litoral da Plataforma de gelo de Ross. Desse paralelo até o Polo sul todas as Latitudes ficam sobre terras.